# Kanton Le Rheu
Der Kanton Le Rheu (bretonisch Kanton Reuz) ist seit 2015 ein französischer Kanton im Arrondissement Rennes, im Département Ille-et-Vilaine und in der Region Bretagne; sein Hauptort ist Le Rheu.

## Geschichte
Der Kanton entstand 2015 mit der Neuordnung der Kantone in Frankreich. Die Gemeinden gehörten früher zu den Kantonen Mordelles (5 Gemeinden), Montfort-sur-Meu (2 Gemeinden), Plélan-le-Grand (1 Gemeinde) und Rennes-Sud-Ouest (1 Gemeinde).

## Lage
Der Kanton Le Rheu liegt im südwestlichen Zentrum des Départements Ille-et-Vilaine südwestlich von Rennes.

## Gemeinden
Der Kanton besteht aus neun Gemeinden mit insgesamt 46.054 Einwohnern (Stand: 1. Januar 2022) auf einer Gesamtfläche von 132,43 km²:
| Gemeinde               | Gallo             | Bretonisch     | Einwohner (2022) | Fläche (km²) | Code postal | Code Insee |
| ---------------------- | ----------------- | -------------- | ---------------- | ------------ | ----------- | ---------- |
| Bréal-sous-Montfort    | Beréau            | Breal-Moñforzh | 6.430            | 33,82        | 35310       | 35037      |
| Chavagne               | Chavayn           | Kavan          | 4.562            | 12,44        | 35310       | 35076      |
| Cintré                 | Ceintraé          | Kentreg        | 2.614            | 8,32         | 35310       | 35080      |
| La Chapelle-Thouarault | La Chapèll-Tóraut | Bredual        | 2.266            | 7,64         | 35590       | 35065      |
| Le Rheu                | Le Roe            | Reuz           | 9.823            | 18,89        | 35650       | 35240      |
| Le Verger              | Le Verjaer        | Gwerzher       | 1.404            | 6,87         | 35160       | 35351      |
| L’Hermitage            | L'Ermitaij        | Ar Peniti      | 4.683            | 6,83         | 35590       | 35131      |
| Mordelles              | Mordèll           | Morzhell       | 7.831            | 29,76        | 35310       | 35196      |
| Vezin-le-Coquet        | Bezein            | Gwezin         | 6.441            | 7,86         | 35132       | 35353      |
| Kanton Le Rheu         | Le Roe            | Reuz           | 46.054           | 132,43       | -           | 3524       |

## Politik
Im 1. Wahlgang am 22. März 2015 erreichte keines der vier Wahlpaare die absolute Mehrheit. Bei der Stichwahl am 29. März 2015 gewann das Gespann Armelle Billard/Jean-Luc Chenut (beide PS) gegen Marie De Blic/Arnaud Des Minières (beide DVD) mit einem Stimmenanteil von 61,67 % (Wahlbeteiligung:49,99 %).
| Vertreter im conseil général des Départements | Vertreter im conseil général des Départements | Vertreter im conseil général des Départements |
| Amtszeit                                      | Name                                          | Partei                                        |
| --------------------------------------------- | --------------------------------------------- | --------------------------------------------- |
| 2015–                                         | Armelle Billard Jean-Luc Chenut               | PS                                            |